# Liste des présidents de la Pologne
Cet article dresse la liste des présidents de la république de Pologne (Prezydent Rzeczypospolitej Polskiej).
L'actuel président de la République est Karol Nawrocki, depuis le 6 août 2025.

## Liste

### Deuxième République (1918-1939)
| N°                                                                                      | Portrait                   | Nom (Naissance-Mort)                                  | Élection                   | Mandat                     | Mandat                     | Mandat                     | Parti politique            | Parti politique            | Notes, faits marquants |
| N°                                                                                      | Portrait                   | Nom (Naissance-Mort)                                  | Élection                   | Début                      | Fin                        | Durée                      | Parti politique            | Parti politique            | Notes, faits marquants |
| Chef de l'État (1918-1922)                                                              | Chef de l'État (1918-1922) | Chef de l'État (1918-1922)                            | Chef de l'État (1918-1922) | Chef de l'État (1918-1922) | Chef de l'État (1918-1922) | Chef de l'État (1918-1922) | Chef de l'État (1918-1922) | Chef de l'État (1918-1922) | Chef de l'État (1918-1922) |
| --------------------------------------------------------------------------------------- | -------------------------- | ----------------------------------------------------- | -------------------------- | -------------------------- | -------------------------- | -------------------------- | -------------------------- | -------------------------- | --- |
| –                                                                                       |                            | Józef Piłsudski (5 décembre 1867 - 12 mai 1935)       | —                          | 14 novembre 1918           | 11 décembre 1922           | 4 ans et 27 jours          |                            | PPS/Sans                   | Chef de l'État (à titre provisoire du 14 novembre 1918 au 20 février 1919). |
| 1                                                                                       |                            | Gabriel Narutowicz (7 mars 1865 - 16 décembre 1922)   | 09/12/1922                 | 11 décembre 1922           | 16 décembre 1922 †         | 5 jours                    |                            | Sans                       | Premier président de la République de Pologne, élu par la Diète, il mourut assassiné après seulement 5 jours de mandat. |
| Président de la République (1922-1939)                                                  |                            |                                                       |                            |                            |                            |                            |                            |                            | |
| Conformément à la Constitution, le président de la Diète Maciej Rataj assure l'intérim. |                            |                                                       |                            |                            |                            |                            |                            |                            | |
| 2                                                                                       |                            | Stanisław Wojciechowski (15 mars 1869 - 9 avril 1953) | 20/12/1922                 | 22 décembre 1922           | 14 mai 1926                | 3 ans, 4 mois et 22 jours  |                            | PSL Piast                  | Élu par la Diète, il est renversé en 1926 par le coup d'État du général Józef Piłsudski. |
| Conformément à la Constitution, le président de la Diète Maciej Rataj assure l'intérim. |                            |                                                       |                            |                            |                            |                            |                            |                            | |
| 3                                                                                       |                            | Ignacy Mościcki (1er décembre 1867 - 2 octobre 1946)  | 1926                       | 4 juin 1926                | 9 mai 1933                 | 13 ans, 3 mois et 26 jours |                            | Sans                       | Chimiste de profession, il est choisi par Piłsudski pour succéder à Wojciechowski et est élu le 1er juin suivant par la Diète. De 1926 à 1935, année de la mort de Piłsudski, il ne dispose d'aucun pouvoir réel. Il bénéficie alors de la nouvelle constitution polonaise (Constitution d'avril), mise en place par Piłsudski, qui lui attribue des pouvoirs importants. Après la double invasion allemande et soviétique, en septembre 1939, il se réfugie en Roumanie où il est interné sur pression allemande. Il choisit alors de démissionner et transfère ses pouvoirs au président du Sénat. |
| 3                                                                                       | 1933                       | Ignacy Mościcki (1er décembre 1867 - 2 octobre 1946)  | 9 mai 1933                 | 30 septembre 1939          |                            | 13 ans, 3 mois et 26 jours |                            | Sans                       | Chimiste de profession, il est choisi par Piłsudski pour succéder à Wojciechowski et est élu le 1er juin suivant par la Diète. De 1926 à 1935, année de la mort de Piłsudski, il ne dispose d'aucun pouvoir réel. Il bénéficie alors de la nouvelle constitution polonaise (Constitution d'avril), mise en place par Piłsudski, qui lui attribue des pouvoirs importants. Après la double invasion allemande et soviétique, en septembre 1939, il se réfugie en Roumanie où il est interné sur pression allemande. Il choisit alors de démissionner et transfère ses pouvoirs au président du Sénat. |

### Gouvernement polonais en exil (1939-1990)
| N° | Portrait | Nom (Naissance-Mort)                                          | Mandat            | Mandat            | Mandat                     | Parti politique | Parti politique | Notes, faits marquants |
| N° | Portrait | Nom (Naissance-Mort)                                          | Début             | Fin               | Durée                      | Parti politique | Parti politique | Notes, faits marquants |
| -- | -------- | ------------------------------------------------------------- | ----------------- | ----------------- | -------------------------- | --------------- | --------------- | --- |
| 4  |          | Władysław Raczkiewicz (28 janvier 1885 - 6 juin 1947)         | 30 septembre 1939 | 6 juin 1947 †     | 7 ans, 8 mois et 7 jours   |                 | Sans            | Le président de la République, Ignacy Mościcki lui transmet ses pouvoirs. Son gouvernement se réfugie alors à Paris puis à Angers. Après la défaite de l'armée française, il s'installe à Londres. Il est alors reconnu par les Alliés jusqu'au 6 juillet 1945. Meurt en fonction. |
| 1  |          | Władysław Raczkiewicz (28 janvier 1885 - 6 juin 1947)         | 30 septembre 1939 | 6 juin 1947 †     | 7 ans, 8 mois et 7 jours   |                 | Sans            | Le président de la République, Ignacy Mościcki lui transmet ses pouvoirs. Son gouvernement se réfugie alors à Paris puis à Angers. Après la défaite de l'armée française, il s'installe à Londres. Il est alors reconnu par les Alliés jusqu'au 6 juillet 1945. Meurt en fonction. |
| 2  |          | August Zaleski (13 septembre 1883 - 7 avril 1972)             | 9 juin 1947       | 7 avril 1972 †    | 24 ans, 9 mois et 29 jours |                 | Sans            | Ministre des Affaires étrangères de 1926 à 1932, puis de nouveau de 1939 à 1941 dans le gouvernement en exil. Peu avant sa mort, Władysław Raczkiewicz le désigne comme son successeur. Il devient donc président en exil en 1947, à la mort de son prédécesseur. Refusant de céder le pouvoir au-delà des sept ans de son mandat, sa présidence est alors contestée par une frange du gouvernement en exil. Meurt en fonction. |
| 3  |          | Stanislaw Ostrowski (29 octobre 1892 - 22 octobre 1982)       | 7 avril 1972      | 24 mars 1979      | 6 ans, 11 mois et 17 jours |                 | Sans            | Troisième président en exil, désigné par son prédécesseur. Accomplit un septennat. Durant son mandat, le gouvernement en exil a noué des liens avec l'opposition au gouvernement communiste. |
| 4  |          | Edward Bernard Raczyński (19 décembre 1891 - 30 juillet 1993) | 24 mars 1979      | 8 avril 1986      | 7 ans et 15 jours          |                 | Sans            | Quatrième Président de la République en exil, désigné par son prédécesseur. Accomplit un septennat qui correspond à la naissance de "Solidarité" en Pologne et au cours duquel les autorités polonaises en exil apportent un soutien matériel et moral important à l'opposition en Pologne. Dernier Président en exil à avoir joué un rôle de premier plan pendant la guerre (ministre des Affaires étrangères du Gouvernement polonais en exil de 1941 à 1943, Ambassadeur de Pologne à Londres de 1934 à 1945). Jouit d'une autorité morale considérable au sein de l'émigration politique comme au sein de l'opposition démocratique en Pologne. |
| 5  |          | Kazimierz Sabbat (27 février 1913 - 19 juillet 1989)          | 8 avril 1986      | 19 juillet 1989 † | 3 ans, 3 mois et 11 jours  |                 | Sans            | Cinquième président en exil, meurt en fonction avant la fin de son septennat. |
| 6  |          | Ryszard Kaczorowski (26 novembre 1919 - 10 avril 2010)        | 19 juillet 1989   | 22 décembre 1990  | 1 an, 5 mois et 3 jours    |                 | Sans            | Sixième et dernier président en exil, transmet ses pouvoirs à Lech Wałęsa, premier président démocratiquement élu de l'histoire de la Troisième République, le 22 décembre 1990, mettant fin au gouvernement en exil. |

### Période communiste (1944-1989)
| N° | Portrait                                   | Nom (Naissance-Mort)                                  | Élection                                   | Mandat                                     | Mandat                                     | Mandat                                     | Parti politique                            | Parti politique                            | Notes, faits marquants |
| N° | Portrait                                   | Nom (Naissance-Mort)                                  | Élection                                   | Début                                      | Fin                                        | Durée                                      | Parti politique                            | Parti politique                            | Notes, faits marquants |
| Président du Conseil du peuple (1944-1947) | Président du Conseil du peuple (1944-1947) | Président du Conseil du peuple (1944-1947)            | Président du Conseil du peuple (1944-1947) | Président du Conseil du peuple (1944-1947) | Président du Conseil du peuple (1944-1947) | Président du Conseil du peuple (1944-1947) | Président du Conseil du peuple (1944-1947) | Président du Conseil du peuple (1944-1947) | Président du Conseil du peuple (1944-1947) |
| --- | ------------------------------------------ | ----------------------------------------------------- | ------------------------------------------ | ------------------------------------------ | ------------------------------------------ | ------------------------------------------ | ------------------------------------------ | ------------------------------------------ | --- |
| 1 |                                            | Bolesław Bierut (18 avril 1892 - 12 mars 1956)        | —                                          | 1er janvier 1944                           | 4 février 1947                             | 3 ans, 1 mois et 3 jours                   |                                            | PPR                                        | Militant communiste, il est président du présidium du Conseil du peuple jusqu'au 1er janvier 1945. Reconnu par les Alliés à partir du 6 juillet 1945. |
| Président de la République (1947-1952) |                                            |                                                       |                                            |                                            |                                            |                                            |                                            |                                            | |
| Conformément à la Constitution, Franciszek Trąbalski, puis le président de la Diète, Władysław Kowalski, assurent successivement l'intérim.                                       |                                            |                                                       |                                            |                                            |                                            |                                            |                                            |                                            | |
| 1 |                                            | Bolesław Bierut (18 avril 1892 - 12 mars 1956)        | 1947                                       | 5 février 1947                             | 20 novembre 1952                           | 5 ans, 9 mois et 15 jours                  |                                            | PPR/POUP                                   | Élu par la Diète président de la République. Également président du Conseil d'État. Le 22 décembre 1948, il est élu premier secrétaire du Parti ouvrier unifié polonais par le Comité central, fonction qui devient la plus haute de l'État lorsque le pays est officiellement rebaptisé République populaire de Pologne, en 1952. Le poste de président étant supprimé dans la constitution de la « République populaire », il devint président du Conseil des ministres (1952-1954) et demeura secrétaire général ou Premier secrétaire du Comité Central jusqu'à sa mort.                         |
| Président du Conseil d'État (1952-1989) |                                            |                                                       |                                            |                                            |                                            |                                            |                                            |                                            | |
| 2 |                                            | Aleksander Zawadzki (16 décembre 1899 - 7 août 1964)  | 1952                                       | 20 novembre 1952                           | 20 février 1957                            | 11 ans, 8 mois et 18 jours                 |                                            | POUP                                       | Premier président du Conseil d'État et premier chef de l'État de la République populaire de Pologne. Il meurt en fonction le 7 août 1964 à la suite d'un cancer. |
| 2 | 1957                                       | Aleksander Zawadzki (16 décembre 1899 - 7 août 1964)  | 20 février 1957                            | 15 mai 1961                                |                                            | 11 ans, 8 mois et 18 jours                 |                                            | POUP                                       | Premier président du Conseil d'État et premier chef de l'État de la République populaire de Pologne. Il meurt en fonction le 7 août 1964 à la suite d'un cancer. |
| 2 | 1961                                       | Aleksander Zawadzki (16 décembre 1899 - 7 août 1964)  | 15 mai 1961                                | 7 août 1964 †                              |                                            | 11 ans, 8 mois et 18 jours                 |                                            | POUP                                       | Premier président du Conseil d'État et premier chef de l'État de la République populaire de Pologne. Il meurt en fonction le 7 août 1964 à la suite d'un cancer. |
| Conformément à la Constitution, les vice-présidents du Conseil d'État, Edward Ochab, Stanisław Kulczyński, Oskar Lange et Bolesław Podedworny, assurent collégialement l'intérim. |                                            |                                                       |                                            |                                            |                                            |                                            |                                            |                                            | |
| 3 |                                            | Edward Ochab (16 août 1906 - 1er mai 1989)            | 1964                                       | 12 août 1964                               | 24 juin 1965                               | 3 ans, 7 mois et 25 jours                  |                                            | POUP                                       | Précédemment premier secrétaire du POUP du 20 mars au 21 octobre 1956, lors des événements d'octobre. Il devient ensuite vice-président du Conseil d'État. À la mort de Aleksander Zawadzki, il lui succède en tant que président du Conseil d'État du 12 août 1964 au 8 avril 1968, date de sa démission. |
| 3 | 1965                                       | Edward Ochab (16 août 1906 - 1er mai 1989)            | 24 juin 1965                               | 8 avril 1968                               |                                            | 3 ans, 7 mois et 25 jours                  |                                            | POUP                                       | Précédemment premier secrétaire du POUP du 20 mars au 21 octobre 1956, lors des événements d'octobre. Il devient ensuite vice-président du Conseil d'État. À la mort de Aleksander Zawadzki, il lui succède en tant que président du Conseil d'État du 12 août 1964 au 8 avril 1968, date de sa démission. |
| 4 |                                            | Marian Spychalski (6 décembre 1906 - 7 juin 1980)     | 1968                                       | 8 avril 1968                               | 27 juin 1969                               | 2 ans, 8 mois et 15 jours                  |                                            | POUP                                       | Maréchal de Pologne, il succède à Edward Ochab en tant que président du Conseil d'État du 8 avril 1968 au 23 décembre 1970. |
| 4 | 1969                                       | Marian Spychalski (6 décembre 1906 - 7 juin 1980)     | 27 juin 1969                               | 23 décembre 1970                           |                                            | 2 ans, 8 mois et 15 jours                  |                                            | POUP                                       | Maréchal de Pologne, il succède à Edward Ochab en tant que président du Conseil d'État du 8 avril 1968 au 23 décembre 1970. |
| 5 |                                            | Józef Cyrankiewicz (23 avril 1911 - 20 janvier 1989)  | 1970                                       | 23 décembre 1970                           | 28 mars 1972                               | 1 an, 3 mois et 5 jours                    |                                            | POUP                                       | Président du Conseil de 1947 à 1952, il devient président du Conseil d'État du 23 décembre 1970 au 28 mars 1972. |
| 6 |                                            | Henryk Jabłoński (27 décembre 1909 - 27 janvier 2003) | 1972                                       | 28 mars 1972                               | 25 mars 1976                               | 13 ans, 7 mois et 9 jours                  |                                            | POUP                                       | Président du Conseil d'État du 28 mars 1972 au 6 novembre 1985. Wojciech Jaruzelski lui succède. |
| 6 | 1976                                       | Henryk Jabłoński (27 décembre 1909 - 27 janvier 2003) | 25 mars 1976                               | 2 avril 1980                               |                                            | 13 ans, 7 mois et 9 jours                  |                                            | POUP                                       | Président du Conseil d'État du 28 mars 1972 au 6 novembre 1985. Wojciech Jaruzelski lui succède. |
| 6 | 1980                                       | Henryk Jabłoński (27 décembre 1909 - 27 janvier 2003) | 2 avril 1980                               | 6 novembre 1985                            |                                            | 13 ans, 7 mois et 9 jours                  |                                            | POUP                                       | Président du Conseil d'État du 28 mars 1972 au 6 novembre 1985. Wojciech Jaruzelski lui succède. |
| 7 |                                            | Wojciech Jaruzelski (6 juillet 1923 - 25 mai 2014)    | 1985                                       | 6 novembre 1985                            | 19 juillet 1989                            | 5 ans, 1 mois et 14 jours                  |                                            | POUP                                       | Principal dirigeant de la République populaire de Pologne de 1981 à 1989, il est surtout connu pour le long bras de fer qui l'oppose au syndicat Solidarność, présidé par Lech Wałęsa. La répression s'avérant impuissante, il négocie finalement la transition pacifique vers la démocratie. Il est élu président de la République le 19 juillet 1989. Le 31 décembre 1989, la République populaire de Pologne redevient la République de Pologne. Cela marque le début de la Troisième République. Le 22 décembre 1990, Jaruzelski, démissionnaire, est remplacé par le président élu Lech Wałęsa. |
| 7 | 1989                                       | Wojciech Jaruzelski (6 juillet 1923 - 25 mai 2014)    | 19 juillet 1989                            | 20 décembre 1990                           |                                            | 5 ans, 1 mois et 14 jours                  | Sans                                       |                                            | Principal dirigeant de la République populaire de Pologne de 1981 à 1989, il est surtout connu pour le long bras de fer qui l'oppose au syndicat Solidarność, présidé par Lech Wałęsa. La répression s'avérant impuissante, il négocie finalement la transition pacifique vers la démocratie. Il est élu président de la République le 19 juillet 1989. Le 31 décembre 1989, la République populaire de Pologne redevient la République de Pologne. Cela marque le début de la Troisième République. Le 22 décembre 1990, Jaruzelski, démissionnaire, est remplacé par le président élu Lech Wałęsa. |

### Troisième République (depuis 1989)
| N° | Portrait | Nom (Naissance-Mort)                | Élection         | Mandat           | Mandat           | Mandat                    | Parti politique | Parti politique | Notes, faits marquants |
| N° | Portrait | Nom (Naissance-Mort)                | Élection         | Début            | Fin              | Durée                     | Parti politique | Parti politique | Notes, faits marquants |
| --- | -------- | ----------------------------------- | ---------------- | ---------------- | ---------------- | ------------------------- | --------------- | --------------- | --- |
| 1 |          | Lech Wałęsa (né en 1943)            | 1990             | 22 décembre 1990 | 22 décembre 1995 | 5 ans                     |                 | Indépendant     | Meneur de l'opposition anticommuniste, il est élu président de la République polonaise en 1990 face à l'homme d'affaires Stanisław Tymiński. Cinq ans plus tard, briguant un second mandat présidentiel, il est battu au second tour face à Aleksander Kwaśniewski.                                                                     |
| 2 |          | Aleksander Kwaśniewski (né en 1954) | 1995             | 23 décembre 1995 | 23 décembre 2000 | 10 ans                    |                 | SdRP, SLD       | Il remporte l’élection présidentielle de 1995 face à Lech Wałęsa, puis est réélu cinq ans plus tard au premier tour. La politique de Kwaśniewski est marquée par l'adhésion de la Pologne à l'OTAN en 1999, à la guerre en Irak en 2003, à l'Union européenne en 2004, et au soutien à la Révolution orange en Ukraine.                 |
| 2 | 2000     | Aleksander Kwaśniewski (né en 1954) | 23 décembre 2000 | 23 décembre 2005 |                  | 10 ans                    |                 | SdRP, SLD       | Il remporte l’élection présidentielle de 1995 face à Lech Wałęsa, puis est réélu cinq ans plus tard au premier tour. La politique de Kwaśniewski est marquée par l'adhésion de la Pologne à l'OTAN en 1999, à la guerre en Irak en 2003, à l'Union européenne en 2004, et au soutien à la Révolution orange en Ukraine.                 |
| 3 |          | Lech Kaczyński (1949-2010)          | 2005             | 23 décembre 2005 | 10 avril 2010 †  | 4 ans, 3 mois et 19 jours |                 | PiS             | Militant anticommuniste et fondateur du parti Droit et justice en 2001, il est président de la République jusqu’à sa mort dans un accident d'avion en Russie. Sa présidence est marquée par des mesures sociales et des réformes controversées du système judiciaire, annulées après le passage de son parti dans l'opposition en 2007. |
| Conformément à la Constitution, le président de la Diète, Bronisław Komorowski, assure l'intérim. À la suite de son élection, il est remplacé par le président du Sénat, Bogdan Borusewicz, puis par Grzegorz Schetyna, nouvellement élu président de la Diète. |          |                                     |                  |                  |                  |                           |                 |                 | |
| 4 |          | Bronisław Komorowski (né en 1952)   | 2010             | 6 août 2010      | 6 août 2015      | 5 ans                     |                 | PO              | À la suite de la mort de Lech Kaczyński, il devient président par intérim en sa qualité de président de la Diète. Il remporte dans la foulée l'élection présidentielle anticipée face au frère jumeau du président défunt, Jarosław Kaczyński. Longtemps donné réélu, il est battu à l'issue de l'élection présidentielle de 2015.      |
| 5 |          | Andrzej Duda (né en 1972)           | 2015             | 6 août 2015      | 6 août 2020      | 10 ans                    |                 | PiS             | Député puis député européen, il est élu président face au chef de l’État sortant, Bronisław Komorowski. Il est réélu en 2020 contre le maire de Varsovie, Rafał Trzaskowski. Sa présidence est marquée par des mesures sociales et des réformes controversées du système judiciaire.                                                    |
| 5 | 2020     | Andrzej Duda (né en 1972)           | 6 août 2020      | 6 août 2025      |                  | 10 ans                    |                 | PiS             | Député puis député européen, il est élu président face au chef de l’État sortant, Bronisław Komorowski. Il est réélu en 2020 contre le maire de Varsovie, Rafał Trzaskowski. Sa présidence est marquée par des mesures sociales et des réformes controversées du système judiciaire.                                                    |
| 6 |          | Karol Nawrocki (né en 1983)         | 2025             | 6 août 2025      | en fonction      | 2 jours                   |                 | Indépendant     | Proche du parti conservateur Droit et justice, il est néanmoins officiellement indépendant. |

## Longévité

### Statistiques
- Présidence la plus longue : Ignacy Mościcki (13 ans, 4 mois et 16 jours)
- Présidence la plus courte : Gabriel Narutowicz (5 jours)
- Présidents ayant vécu le plus longtemps : Edward Bernard Raczyński (101 ans)
- Président ayant vécu le moins longtemps : Gabriel Narutowicz (57 ans)
- Président le plus jeune en fin de mandat : Aleksander Kwaśniewski (51 ans)
- Président le plus âgé en fin de mandat : Edward Bernard Raczyński (94 ans)
- Président le plus âgé en début de mandat : Edward Bernard Raczyński (87 ans)
- Président le plus jeune en début de mandat : Aleksander Kwaśniewski (41 ans)
- Présidents encore vivants entre vingt et trente ans après leur élection : Ignacy Mościcki, Wojciech Jaruzelski, Ryszard Kaczorowski, Lech Wałęsa
- Président encore vivant trente ans après son élection : Stanisław Wojciechowski
- Présidents morts en fonction :
  - assassiné :
    - Gabriel Narutowicz (57 ans)

  - accident d'avion :
    - Lech Kaczyński (60 ans)
- Anciens présidents encore vivants :
  - Lech Wałęsa
  - Aleksander Kwaśniewski
  - Bronisław Komorowski
  - Andrzej Duda

### Classement par durée de mandat
| Rang | Nom                     | En jours    | En années                  | N° | Dates     | Commentaire                           |
| ---- | ----------------------- | ----------- | -------------------------- | -- | --------- | ------------------------------------- |
| 1    | Ignacy Mościcki         | 4 866 jours | 13 ans, 3 mois et 26 jours | 3  | 1926-1939 | Démissionne.                          |
| 2    | Aleksander Kwaśniewski  | 3 653 jours | 10 ans                     | 7  | 1995-2005 | —                                     |
| 3    | Andrzej Duda            | 3 655 jours | 10 ans et 2 jours          | 10 | 2015-2025 | Mandat en cours.                      |
| 4    | Bolesław Bierut         | 2 115 jours | 5 ans, 9 mois et 15 jours  | 4  | 1947-1952 | Démissionne.                          |
| 5    | Lech Wałęsa             | 1 826 jours | 5 ans                      | 6  | 1990-1995 | —                                     |
| 5    | Bronisław Komorowski    | 1 826 jours | 5 ans                      | 9  | 2010-2015 | —                                     |
| 7    | Lech Kaczyński          | 1 569 jours | 4 ans, 3 mois et 18 jours  | 8  | 2005-2010 | Meurt en fonction (accident d'avion). |
| 8    | Stanisław Wojciechowski | 1 239 jours | 3 ans, 4 mois et 22 jours  | 2  | 1922-1926 | Renversé par un coup d'État.          |
| 9    | Wojciech Jaruzelski     | 520 jours   | 1 an, 5 mois et 2 jours    | 5  | 1989-1990 | Démissionne.                          |
| 10   | Gabriel Narutowicz      | 5 jours     | 5 jours                    | 1  | 1922      | Meurt en fonction (assassinat).       |